# Blackburneus optatus
Blackburneus optatus är en skalbaggsart som beskrevs av S. Endrödi 1964. Blackburneus optatus ingår i släktet Blackburneus och familjen Aphodiidae. Inga underarter finns listade.